# Roman Poważny

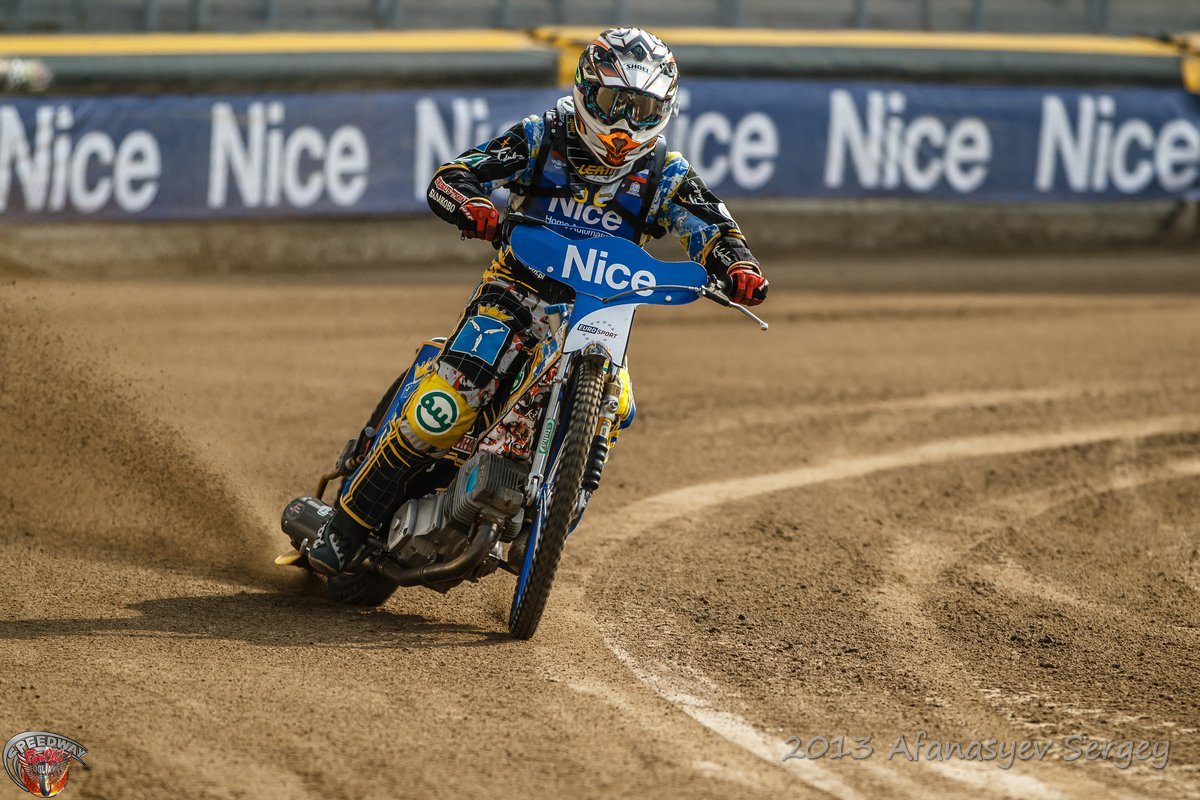

Roman Aleksandrowicz Poważny, ros. Роман Александрович Поважный (ur. 23 października 1976 w Togliatti) – rosyjski żużlowiec, posiadający również polskie obywatelstwo.

## Kariera sportowa
Sportową karierę rozpoczął w klubie „Łada” Togliatti. W latach 1994–1996, 1998 oraz 2001–2003 siedmiokrotnie zdobył tytuł drużynowego mistrza Rosji, natomiast w 1997, 1999 i 2000 w zawodach z tego cyklu zdobył srebrne medale. Mistrz Rosji juniorów (1997), brązowy medalista mistrzostw Rosji juniorów (1994), czterokrotny mistrz Rosji w parach (1998, 1999, 2001, 2002), wicemistrz Rosji w parach (2003), drużynowy mistrz Rosji juniorów (1993). Indywidualny mistrz Rosji (2001).
Finalista indywidualnych mistrzostw świata juniorów (Mšeno 1997 – IV m.). Finalista drużynowych mistrzostw świata (Piła 1997 – VI m.). Dwukrotny uczestnik cyklów Grand Prix (2003 – XXIX m. – jako pierwszy Rosjanin w historii, 2005 – XXV m.). Dwukrotny finalista indywidualnych mistrzostw Europy (Heusden-Zolder 2001 – VII m., Rybnik 2002 – VI m.). Brązowy medalista mistrzostw Europy par (Natschbach-Loipersbach 2008). Czterokrotny medalista Klubowego Pucharu Europy (Pardubice 2002 – I m., Debreczyn 2003 – I m., Lublana 2004 – II m., Toruń 2009 – III m.).
W rozgrywkach o drużynowe mistrzostwo Polski startuje od 1998 r., w barwach klubów ŻKS Krosno (1998), Stal Gorzów Wielkopolski (1999), Włókniarz Częstochowa (2000), WTŻ Warszawa (2001), GKM Grudziądz (2002), RKM Rybnik (2003–2007), Stal Rzeszów (2008) oraz SK Lokomotīve Dyneburg (2009–2013).
W 2006 r. zdobył w Bydgoszczy brązowy medal mistrzostw Polski par klubowych. W 2008 r. zajął V m. w rozegranym we Wrocławiu turnieju o „Zloty Kask”.
Startował również w lidze brytyjskiej (1999–2000) oraz szwedzkiej (2004-2007, w klubie Indianerna Kumla).
Po zakończeniu sezonu 2013 zakończył karierę żużlową.

## Życie prywatne
W 2004 roku otrzymał obywatelstwo polskie.